# Аргир Апостолов
Аргир Апостолов, още Постолов или Апостольовски (на гръцки: Αργύριος Αποστολίδης, Аргириос Апостолидис), е гъркомански свещеник и андартски деец от Западна Македония.

## Биография
Апостолов е роден в гъркоманско семейство в костурското село Жупанища, тогава в Османската империя, днес Левки Гърция. Работи като гръцки учител и ефимерий в Габреш, Апоскеп и Жупанища. Сътрудничи на митрополит Герман Каравангелис и на братовчед си, андартския капитан Лазар Апостолов в борбата срещу българщината в Костурско. Обявен е за агент от ІІ ред. Поп Аргир Апостолов предава четата на Кузман Стефов в Шестеово през февруари 1902 година, в резултат на което войводата Стефов загива. Според Георги Константинов Бистрицки „предателската Апостольовска фамилия в селото“ предава и четата на Митре Влаха в 1907 година, в резултат на което загива войводата, Андон Брещенски, Вангел Попхристов и Ильо Въмбелски.